# شهرستان اوگماو
شهرستان اوگماو (به انگلیسی: Ogemaw County) یک منطقهٔ مسکونی در ایالات متحده آمریکا است که در میشیگان واقع شده‌است. شهرستان اوگماو ۱٬۴۸۹٫۲۵ کیلومتر مربع مساحت دارد.